# John Riel Casimero
John Riel Reponte Casimero (ur. 13 lutego 1990 w Ormoc) – filipiński bokser, aktualny zawodowy mistrz świata wagi junior muszej (do 108 funtów) organizacji IBF.
Karierę zawodową rozpoczął 3 czerwca 2007. Do maja 2009 stoczył 13 walk, wszystkie wygrywając. W tym czasie zdobył tytuły mistrza Filipin w wadze muszej oraz WBO Asia Pacific w junior muszej.
19 grudnia 2009 stanął do pojedynku o tytuł tymczasowego mistrza federacji WBO w kategorii junior muszej. W Managui (Nikaragua) zwyciężył przez techniczny nokaut w jedenastej rundzie Kolumbijczyka Cesara Canchila zdobywając tytuł. Stracił go  w kolejnym pojedynku przegrywając 24 lipca 2010 w Los Mochis (Meksyk) z Meksykaninem Ramonem Garcią Hiralesem na punkty po niejednogłośnej decyzji sędziów.
26 marca 2011 otrzymał szansę walki o tytuł mistrza IBF w kategorii muszej. Przegrał przez techniczny nokaut w piątej rundzie z broniącym tytułu Morutim Mthalane z Republiki Południowej Afryki. Kolejną walkę o tytuł mistrzowski, tym razem mistrza tymczasowego IBF w wadze junior muszej stoczył rok później, 10 lutego 2012. Zmierzył się w Mar del Plata (Argentyna) z byłym mistrzem tej kategorii Argentyńczykiem Luisem Alberto Lazarte zwyciężając przez techniczny nokaut w dziesiątej rundzie. W lipcu tego roku tytułu mistrza regularnego został pozbawiony Ulises Solis, któremu obronę pasa uniemożliwiła przewlekła kontuzja. Na jego miejsce awansowany został Casimero. W pierwszej obronie tytułu, 4 sierpnia, pokonał niejednogłośnie na punkty Meksykanina Pedro Garcię.
16 marca 2013 obronił tytuł ponownie zwyciężając jednogłośnie na punkty Panamczyka Luisa Alberto Riosa.
27 czerwca 2015 w Bangkoku pojedynku o tytuł mistrza świata wagi muszej według federacji IBF, przegrał jednogłośnie na punkty z broniącym tytułu Tajem Amnatem Ruenroengem (16-0, 5 KO).